# ISS-Expeditie 51
ISS-Expeditie 51 is de eenenvijftigste missie naar het Internationaal ruimtestation ISS. De missie begon op 10 april 2017 met het vertrek van de Sojoez MS-02 van het ISS terug naar de Aarde en eindigde in juni 2017, toen de Sojoez MS-03 terugkeerde naar de Aarde.
In november 2016 werd besloten om het vaste aantal bemanningsleden aan boord van het ruimtestation terug te brengen van zes naar vijf. Daarom vervoerde Sojoez MS-04 op 20 april 2017 twee bemanningsleden in plaats van de gebruikelijke drie. 

## Bemanning
| Positie           | Eerste deel (april 2017)            | Tweede deel (april t/m juni 2017)        |
| ----------------- | ----------------------------------- | ---------------------------------------- |
| Bevelhebber       | Peggy Whitson, NASA 3e ruimtevlucht | Peggy Whitson, NASA 3e ruimtevlucht      |
| Flight Engineer 1 | Oleg Novitski, RSA 2e ruimtevlucht  | Oleg Novitski, RSA 2e ruimtevlucht       |
| Flight Engineer 2 | Thomas Pesquet, ESA 1e ruimtevlucht | Thomas Pesquet, ESA 1e ruimtevlucht      |
| Flight Engineer 3 |                                     | Fjodor Joertsjichin, RSA 5e ruimtevlucht |
| Flight Engineer 4 |                                     | Jack Fischer, NASA 1e ruimtevlucht       |